# Mikael Tillström
Mikael Tillström (Jönköping, 2 april 1971) is een voormalig tennisser uit Zweden. Tillström was tussen 1991 en 2000 actief op de ATP-Tour. Hij won in het enkelspel het ATP-toernooi van Chennai in 1997.
In het dubbelspel was hij acht keer toernooiwinnaar, waarvan zeven maal met Nicklas Kulti als dubbelspelpartner.
Tegenwoordig runt Tillström de Good to Great tennisacademie samen met Magnus Norman en Nicklas Kulti.

## Palmares
| Legenda                       | Legenda               |
| ----------------------------- | --------------------- |
| Grand Slam                    |                       |
| Olympische Spelen             |                       |
| tot 2009                      | vanaf 2009            |
| Tennis Masters Cup            | ATP Finals            |
| ATP Masters Series            | ATP Tour Masters 1000 |
| ATP International Series Gold | ATP Tour 500          |
| ATP International Series      | ATP Tour 250          |

### Enkelspel
| Nr.              | Datum            | Toernooi      | Ondergrond    | Tegenstander in finale | Score         |         |
| ---------------- | ---------------- | ------------- | ------------- | ---------------------- | ------------- | ------- |
| Gewonnen finales |                  |               |               |                        |               |         |
| 1.               | 13 april 1997    | ATP Chennai   | Hardcourt     | Alex Rădulescu         | 6-4, 4-6, 7-5 | Details |
| Verloren finales |                  |               |               |                        |               |         |
| 1.               | 12 april 1998    | ATP Chennai   | Hardcourt     | Patrick Rafter         | 3-6, 4-6      | Details |
| 2.               | 17 oktober 1999  | ATP Singapore | Hardcourt     | Marcelo Ríos           | 2-6, 6-7      | Details |
| 3.               | 13 februari 2000 | ATP San Jose  | Hardcourt (i) | Mark Philippoussis     | 5-7, 6-4, 3-6 | Details |
| 4.               | 7 mei 2000       | ATP Mallorca  | Gravel        | Marat Safin            | 4-6, 3-6      | Details |

### Mannendubbelspel
| Nr.              | Datum            | Toernooi          | Ondergrond    | Partner         | Tegenstanders in finale           | Score         |         |
| ---------------- | ---------------- | ----------------- | ------------- | --------------- | --------------------------------- | ------------- | ------- |
| Gewonnen finales |                  |                   |               |                 |                                   |               |         |
| 1.               | 2 augustus 1992  | ATP San Marino    | Gravel        | Nicklas Kulti   | Cristian Brandi Federico Mordegan | 6-2, 6-2      | Details |
| 2.               | 13 juli 1997     | ATP Båstad        | Gravel        | Nicklas Kulti   | Magnus Gustafsson Magnus Larsson  | 6-0, 6-3      | Details |
| 3.               | 17 augustus 1997 | ATP Indianapolis  | Hardcourt     | Michael Tebbutt | Jonas Björkman Nicklas Kulti      | 6-3, 6-2      | Details |
| 4.               | 15 februari 1998 | ATP St.Petersburg | Tapijt (i)    | Nicklas Kulti   | Marius Barnard Brent Haygarth     | 3-6, 6-3, 7-6 | Details |
| 5.               | 15 november 1998 | ATP Stockholm     | Hardcourt (i) | Nicklas Kulti   | Chris Haggard Peter Nyborg        | 7-5, 3-6, 7-5 | Details |
| 6.               | 24 april 2000    | ATP Barcelona     | Gravel        | Nicklas Kulti   | Paul Haarhuis Sandon Stolle       | 6-2, 6-7, 7-6 | Details |
| 7.               | 18 juni 2000     | ATP Halle         | Gras          | Nicklas Kulti   | Mahesh Bhupathi David Prinosil    | 6-2, 6-3      | Details |
| 8.               | 16 juli 2000     | ATP Båstad        | Gravel        | Nicklas Kulti   | Andrea Gaudenzi Diego Nargiso     | 4-6, 6-2, 6-3 | Details |
| Verloren finales |                  |                   |               |                 |                                   |               |         |
| 1.               | 26 juli 1992     | ATP Hilversum     | Gravel        | Mårten Renström | Paul Haarhuis Mark Koevermans     | 7-6, 1-6, 4-6 | Details |
| 2.               | 10 juli 1994     | ATP Båstad        | Gravel        | Nicklas Kulti   | Jan Apell Jonas Björkman          | 2-6, 3-6      | Details |
| 3.               | 26 april 1998    | ATP Orlando       | Gravel        | Michael Tebbutt | Grant Stafford Kevin Ullyett      | 6-4, 4-6, 5-7 | Details |
| 4.               | 11 juli 1999     | ATP Båstad        | Gravel        | Nicklas Kulti   | David Adams Jeff Tarango          | 6-7, 4-6      | Details |

## Prestatietabel grandslamtoernooien
| Legenda | Legenda                          |
| ------- | -------------------------------- |
| g.t.    | geen toernooi gehouden           |
| l.c.    | lagere categorie                 |
| –       | niet deelgenomen                 |
| G       | uitgeschakeld in de groepsfase   |
| 1R      | uitgeschakeld in de eerste ronde |
| 2R      | uitgeschakeld in de tweede ronde |
| 3R      | uitgeschakeld in de derde ronde  |
| 4R      | uitgeschakeld in de vierde ronde |
| KF      | uitgeschakeld in de kwartfinale  |
| HF      | uitgeschakeld in de halve finale |
| F       | de finale verloren               |
| W       | het toernooi gewonnen            |
| w-v     | winst/verlies-balans             |

### Enkelspel
| Toernooi        | 1994 | 1995 | 1996 | 1997 | 1998 | 1999 | 2000 |
| --------------- | ---- | ---- | ---- | ---- | ---- | ---- | ---- |
| Australian Open | –    | –    | KF   | 1R   | 2R   | 3R   | 2R   |
| Roland Garros   | 4R   | 2R   | 3R   | 1R   | 2R   | 1R   | 1R   |
| Wimbledon       | –    | –    | 3R   | 1R   | 2R   | –    | 1R   |
| US Open         | –    | –    | 2R   | 1R   | 3R   | 1R   | 1R   |

### Mannendubbelspel
| Toernooi        | 1993 | 1994 | 1995 | 1996 | 1997 | 1998 | 1999 | 2000 |
| --------------- | ---- | ---- | ---- | ---- | ---- | ---- | ---- | ---- |
| Australian Open | 1R   | –    | 1R   | 1R   | –    | 1R   | 3R   | 3R   |
| Roland Garros   | 2R   | 1R   | 1R   | –    | –    | 1R   | HF   | 3R   |
| Wimbledon       | –    | –    | –    | –    | –    | –    | 1R   | HF   |
| US Open         | –    | –    | –    | –    | –    | 3R   | 1R   | 3R   |